# Victoria Decka
Victoria Decka lub Victoria Decker – gambijska lekkoatletka specjalizująca się w biegach sprinterskich.
W 1984 wystąpiła na letnich igrzyskach olimpijskich odbywających się w Los Angeles. Rywalizowała w sztafecie 4 × 100 m wraz z Jabou Jawo, Amie N’Dow i Georgianą Freeman w drugim biegu eliminacyjnym. Gambijki z czasem 47,18 zajęły ostatnie, 6. miejsce, które nie premiowało awansu do biegu finałowego. Wynik uzyskany przez reprezentantki Gambii w Los Angeles jest rekordem kraju w tej konkurencji.
Rywalizowała także w pchnięciu kulą. Jej rekord życiowy w tej konkurencji, ustanowiony w 1992 to 10,07 m.